# Johann Heinrich Pestalozzi
Johann Heinrich Pestalozzi (n. 12 ianuarie 1746, Zürich, Confederația Veche a Elveției – d. 17 februarie 1827, Brugg, cantonul Aargau, Elveția) a fost un pedagog elvețian și reformator al educației.
A îmbogățit și reînnoit conținutul și metodele învățământului elementar, fiind considerat întemeietorul școlii populare.

## Viziunea despre educație
Pestalozzi era influențat atât de iluminism, cât și de romantism. Considera că îmbunătățirea situației maselor populare se poate realiza în primul rând prin instruire, care ar trebui să se desfășoare atât în școală cât și în mediul familial, conform naturii, adică să descopere și să stimuleze abilitățile înnăscute al copilului.
Considerând că tineretul trebuie să fie înzestrat nu numai cu informații, ci și cu deprinderi practice, a preconizat îmbinarea instrucțiunii cu munca productivă.
Principiile școlii pestalozziene au fost preluate, cu unele îmbunătățiri, de întreaga pedagogie științifică: intuiția, stimularea activității proprii a copilului, respectarea individualității lui, asigurarea dezvoltării armonioase și echilibrate a omului și încadrarea în comunitatea educativă (de la familie până la umanitate).

## Activitate
Pestalozzi și-a pus în practică ideile în institutul pentru copii orfani Neuhof, pe care l-a înființat și l-a condus în perioada 1774-1780.
În 1798, la încheierea revoluției burgheze din țară, eveniment soldat cu apariția Republicii Elvețiene, intră la conducerea orfelinatului din Stans, funcție pe care o deține până în 1799.
În perioada 1800-1804 a condus institutul din Burgdorf, care în 1805 se mută la Münchenbuchsee și, tot în același an, la Yverdon, în fruntea căruia se află până în 1825.
Între 105-1825 a fost directorul Instiutului Yverdon.

## Impact ideatic
În spațiul românesc ideile lui Pestalozzi au pătruns mai întâi în Transilvania prin intermediul lui Stephan Ludwig Roth, care-i fusese discipol și colaborator la Yverdon.
Aceste idei au impact asupra regulamentul școlar din Țara Românească (1832) și pe cel din Moldova (1835).

## Opere
- 1780: Ora de seară a unui sihastru;
- 1781 - 1787: Leonardo e Gertrude ("Leonard și Gertruda");
- 1783: Sulla legislazione e l'infanticidio ("Asupra legislației și infanticidul");
- 1797: Mie indagini sopra il corso della natura umana nello svolgimento del genere umano ("Cercetările mele asupra cursului naturii umane în dezvoltarea genului uman");
- 1801: Come Gertrude istruisce i suoi figli ("Cum își învață Geetruda copiii");
- 1825: Canto del cigno ("Cântecul lebedei").